# Conseil des ministres (Chypre)
Le Conseil des Ministres à Chypre constitue la branche exécutive du gouvernement chypriote, composée de ministres. Le conseil est présidé par le Président de Chypre et les ministres dirigent les départements exécutifs du gouvernement. Le Président et ses ministres administrent le gouvernement et les différents services publics.

## Conseil actuel
République de Chypre
Anastasiádis II 
Le Gouvernement Christodoulídis est le gouvernement de Chypre, formant le Conseil des Ministres. Investi le 1er mars 2023, il se compose de membres de divers partis politiques et de technocrates indépendants,.

## Conseil des Ministres
| Office                                                                         | Nom                      | Période           | Parti       | Parti |
| ------------------------------------------------------------------------------ | ------------------------ | ----------------- | ----------- | ----- |
| Président                                                                      | Níkos Christodoulídis    | 28 février 2023 - | Indépendant |       |
|                                                                                |                          |                   |             |       |
| ministre des Affaires Étrangères                                               | Konstantínos Kómbos      | 1 mars 2023 -     |             |       |
| ministre de l'Intérieur                                                        | Konstantinos Ioannou     | 1 mars 2023 -     |             |       |
| ministre des Finances                                                          | Mákis Keravnós           | 1 mars 2023 -     |             |       |
| ministre de l'Énergie, du Commerce, de l'Industrie et du Tourisme              | Giorgos Papanastasiou    | 1 mars 2023 -     |             |       |
| ministre du Travail et des Assurances sociales                                 | Giannis Panayiotou       | 1 mars 2023 -     |             |       |
| ministre de l'Agriculture, des Ressources Naturelles et de l'Environnement     | Maria Panayiotou         | 10 janvier 2024 - |             |       |
| ministre de l'Éducation et de la Culture                                       | Athina Michailidou       | 1 mars 2023 -     |             |       |
| ministre de la Justice et de l'Ordre public                                    | Marios Hartsiotis        | 10 janvier 2024 - |             |       |
| ministre de la Défense                                                         | Vasilis Palmas           | 10 janvier 2024   |             |       |
| ministre des Transports, des Communications et des Travaux                     | Alexis Vafiadis          | 1 mars 2023 -     |             |       |
| ministre de la Santé                                                           | Michalis Damianos        | 10 janvier 2024 - |             |       |
| Porte-parole du gouvernement                                                   | Konstantinos Letimpiotis | 1 mars 2023 -     |             |       |
|                                                                                |                          |                   |             |       |
| Ministre adjoint au Président                                                  | Irini Piki               | 1 mars 2023 -     |             |       |
| Ministre adjoint des Transports Maritimes                                      | Marina Hatzimanoli       | 1 mars 2023 -     |             |       |
| Ministre adjoint de la Culture                                                 | Michális Chatzigiánnis   | 1 mars 2023       |             |       |
| Ministre adjoint du Tourisme                                                   | Kostas Koumis            | 1 mars 2023 -     |             |       |
| Ministre adjoint de l'Innovation, de la Recherche et de la Politique Numérique | Nikodemos Damianou       | 10 janvier 2024 - |             |       |
| Ministre adjoint de la Migration et de la Protection Internationale            | Nicholas A. Ioannides    | 14 juin 2024 -    |             |       |